# Кошница
За селото в Южна България вижте Кошница (село).
Кошница (или кош) е решетъчен съд, често отворен отгоре, обикновено произвеждан чрез преплитане на парчета материал. Традиционно се използват дърво, бамбук, треви, тръстика, клони, ракита, но днес кошници се правят и от пластмаса.
Първите кошници са били плетени за събиране на плодове, риба и други храни. Археологически находки в Близкия изток показват, че техники, подобни на плетенето на кошници, са използвани за изготвяне на матраци около 8000 пр.н.е. Около 3000 пр.н.е. производството на кошници в региона вече е обичайна практика.